# Eupenicillium catenatum
Eupenicillium catenatum är en svampart som beskrevs av D.B. Scott 1968. Eupenicillium catenatum ingår i släktet Eupenicillium och familjen Trichocomaceae.   Inga underarter finns listade i Catalogue of Life.